# Nola monofascia
Nola monofascia är en fjärilsart som beskrevs av Van Son 1933. Nola monofascia ingår i släktet Nola och familjen trågspinnare. Inga underarter finns listade i Catalogue of Life.